# Auckland International 1983
Die Auckland International 1983 im Badminton  fanden Mitte 1983 in Auckland statt.

## Finalresultate
| Disziplin    | Sieger                       | Finalist                    | Ergebnis     |
| ------------ | ---------------------------- | --------------------------- | ------------ |
| Herreneinzel | Darren Hall                  | Graeme Robson               | 17–15, 15–11 |
| Dameneinzel  | Gillian Clark                | Gillian Gowers              | 2-0          |
| Herrendoppel | Sigit Pamungkas Hafid Yusuf  | Graeme Robson Chris Bullen  | ?, ?, 15–11  |
| Damendoppel  | Gillian Clark Gillian Gowers | Julie McDonald Audrey Swaby | 2-0          |